# Planodema congoensis
Planodema congoensis är en skalbaggsart som först beskrevs av Stefan von Breuning 1942.  Planodema congoensis ingår i släktet Planodema och familjen långhorningar.
Artens utbredningsområde är Kongo-Kinshasa. Utöver nominatformen finns också underarten P. c. ghanaensis.